# ديمتري غريغوريفيتش خفوستوف
ديمتري غريغوريفيتش خفوستوف (بالروسية: Хвостов, Дмитрий Григорьевич)‏ مواليد 21 أغسطس 1989، هو لاعب كرة سلة روسي يلعب مع فريق نيجني نوفغورود ويحمل الرقم 13. يبلغ طوله 6 قدم 3 بوصة (1.9 م).

## فرق لعب لها
- خيمكي (كرة سلة)
- نيجني نوفغورود (كرة سلة)

## الميداليات
| الميدالية | المسابقة                         |
| --------- | -------------------------------- |
| برونزية   | الألعاب الأولمبية الصيفية 2012   |
| برونزية   | بطولة أمم أوروبا لكرة السلة 2011 |

## روابط خارجية
- ديمتري غريغوريفيتش خفوستوف على موقع الاتحاد الدولي لكرة السلة (الإنجليزية)
- ديمتري غريغوريفيتش خفوستوف على موقع الدوري الأوروبي لكرة السلة (الإنجليزية)
- ديمتري غريغوريفيتش خفوستوف على موقع كرة السلة الأوروبية.كوم (الإنجليزية)
- ديمتري غريغوريفيتش خفوستوف على موقع ريلجم (الإنجليزية)
- ديمتري غريغوريفيتش خفوستوف على موقع بروبوليرز (الإنجليزية)
- ديمتري غريغوريفيتش خفوستوف على موقع سبورتس رفرنس (الإنجليزية)
- ديمتري غريغوريفيتش خفوستوف على موقع أوليمبيديا (الإنجليزية)